# 藤原哲太郎
藤原 哲太郎（ふじわら てつたろう、1927年11月10日 - 2016年2月28日）は、日本の政治家。民社党衆議院議員（1期）。
杉並区議の木梨盛祥は甥。

## 経歴
静岡県出身。1955年中央大学経済学部修了。日本社会党に入り、党職員を務めた後、民主社会党に転じる。民社党都議会議員を経て、1983年の第37回衆議院議員総選挙に東京都第4区から民社党公認で立候補して当選。1期務めた。1986年の第38回衆議院議員総選挙で落選した。
政界引退後、財団法人東京都軟式野球連盟のちの公益財団法人東京都軟式野球連盟副会長を経て顧問。荻窪中央町会長、杉並区軟式野球連盟会長、杉並区体育協会会長に就任。荻窪青少年育成委員会会長にも就任し、荻窪少年野球大会を通じて青少年の健全育成に尽力したため、藤原哲太郎の名前を末永く継承すべく、平成28年までに2度にわたり荻窪地区少年野球大会では小学生高学年の部の優勝トロフィーとして、「藤原哲太郎杯」が贈呈されている。
2016年2月28日に胆管がんで死去、88歳。